# Emanuel van Portugal

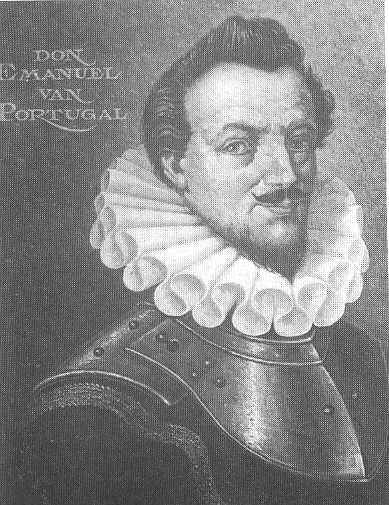
Emanuel van Portugal

Emanuel van Portugal (Tanger, 1568 - Brussel, 22 juni 1638) was een Portugese edelman, die getrouwd was met Emilia van Nassau.

## Afkomst
Emanuel was de buitenechtelijke zoon van de Portugese troonpretendent António van Crato en Anna Barbosa.

## Huwelijken
Hij trouwde op 7 november 1597 met Emilia van Nassau (Keulen, 10 april 1569 - Genève, 16 maart 1629). Zij was een dochter van Willem van Oranje en Anna van Saksen.
Het huwelijk was felomstreden. Emanuel was rooms-katholiek, terwijl Emilia afkomstig was uit een calvinistische familie, die niets zag in een gemengd huwelijk. Hierop besloten de verloofden zich in het geheim te laten trouwen door een rooms-katholieke priester. Toen Emilia’s familie daar lucht van kreeg (waarbij vooral haar broer Maurits zich hevig tegen het huwelijk had verzet) werd zij onder huisarrest geplaatst, waarna Emanuel besloot naar Wesel te vluchten. In december 1597 lukte het Emilia zich te verenigen met haar echtgenoot.
Uit dit huwelijk werden de volgende kinderen geboren:
| Naam              | Geboren  | Overleden | Huwelijkspartner                  |
| ----------------- | -------- | --------- | --------------------------------- |
| Dochter           | 1598     | 1602      |                                   |
| Maria Belgica     | 1599     | 1647      | Johann Dietrich von Croll         |
| Emanuel Anton     | 1600     | 1666      | Johanna van Hanau-Münzenberg      |
| Lodewijk Willem   | 1601     | 1660      | Anna Maria van Moutéleone         |
| Dochter           | 1602     | 1603      |                                   |
| Emilia Louise     | 1603     | 1670      | Ongehuwd                          |
| Anna Louise       | 1605     | 1669      | Ongehuwd                          |
| Juliana Catharina | ca. 1607 | 1680      | Ongehuwd                          |
| Mauritia Eleonora | 1609     | 1674      | George Frederik van Nassau-Siegen |
| Sabina Delphica   | 1612     | 1670      | Ongetrouwd                        |

Na het overlijden van Emilia hertrouwde hij op 3 april 1630 met Luisa de Osorio.

## Leven
Hoewel er in 1608 sprake was van een verzoening tussen het echtpaar Emilia - Emanuel en Maurits, door bemiddeling van Emilia's halfbroer Filips Willem, bleef de sfeer aan het hof gespannen, wat zijn oorzaak vond in het katholieke geloof van het paar. Aangemoedigd door een hogere financiële bijdrage besloot Emanuel in het geheim een overeenkomst aan te gaan met de landvoogd Albrecht van Oostenrijk die getrouwd was met Isabella, een dochter van koning Filips II van Spanje; als voorwaarde mocht Emanuel zich niet meer inlaten met de familie van Oranje, waarop Emanuel besloot naar Brussel te verhuizen.
Emilia, die de Spaanse koning beschouwde als de aanstichter tot de moord op haar vader, besloot haar man niet te volgen maar zich te vestigen in Genève, waar zij in 1629 overleed.

## Dood
Vanaf zijn alliantie met Spanje woonde Emanuel in Brussel, waar hij op 22 juni 1638 overleed en begraven werd.